# 池田湖
池田湖（日语：／ Ikeda-ko）是日本鹿兒島縣薩摩半島東南部一個近似圓形的火山湖，位於指宿市內，是九州島上最大的湖，同時也是霧島錦江灣國立公園的一部分。湖面標高66公尺，深233公尺，最深處達海拔-167公尺。湖底是一個直徑約800公尺，高150公尺的火山。池田湖所在的窪地地形稱為池田火山臼，古代龍神傳說中被稱為開聞御池和神御池。

## 地質
約5500年前，阿多南部火山臼西北邊緣部發生劇烈的火山噴發，在噴出約5立方公里的浮石和火山灰後，發生劇烈山崩，火山口塌陷形成了池田火山臼。其底部經過長期雨水積累就形成了池田湖。山川灣、成川盆地、鰻池、池底和松窪等活火山群也在這一時期因猛烈的蒸汽爆炸而相繼形成。這一系列的火山地貌合稱池田山川，被日本氣象廳指定為C級活火山地帶，受到嚴密監視。
曾有觀點認為開聞岳噴發和池田湖塌陷是聯動發生的，但從地質學上看，兩者的活動時期相差1000年以上，而且池田湖的周邊地層遺留的是符合池田火山臼大小的火山噴發碎屑，所以兩者之間並沒有直接的因果聯繫。

## 環境
1929年曾觀測到透明度為26.8公尺，在當時位列世界第7位。但1995年後受生活污水和工業廢水的持續污染，水質不斷下降，1983年甚至發生赤潮。另受冬季平均氣溫上升的影響，湖水自有的垂直水體交換功能在1980年代完全喪失，造成表層水進一步富營養化，而深層水的氧氣濃度則不斷下降。至1990年代，湖底的氧氣濃度持續在0mg/1L的狀態，導致湖底的好氧性生物逐漸死亡，只有厭氧生物可以生存。牠們的新陳代謝釋放二氧化碳和有毒的硫化氫（H2S）。233公尺深的水底受此影響而黑泥堆積。
為改善水質，鹿兒島縣政府及關聯機構於1982年制定了「池田湖純淨計劃」。通過持續努力，已提升湖水透明度到5公尺左右。

## 水怪傳說
1961年起，池田湖中有巨大水生生物的傳言開始流傳，借尼斯湖的不明動物「尼斯」（英語：Nessie）之名，被命名為「伊西」。1978年9月3日，指宿市池崎地區的住民約20人目擊了伊西，經報道後轟動全國。最初猜測伊西是長達2公尺的天然紀念物鱸鰻，但這個說法很快就被否定了。也有觀點認為是人們把巨大的鰱魚群誤認成了伊西。水怪伊西的真實性仍然不明。
2001年上映的日本電影哥吉拉·摩斯拉·王者基多拉 大怪獸總攻擊即把怪獸設定為沉睡在池田湖湖底。

## 觀光

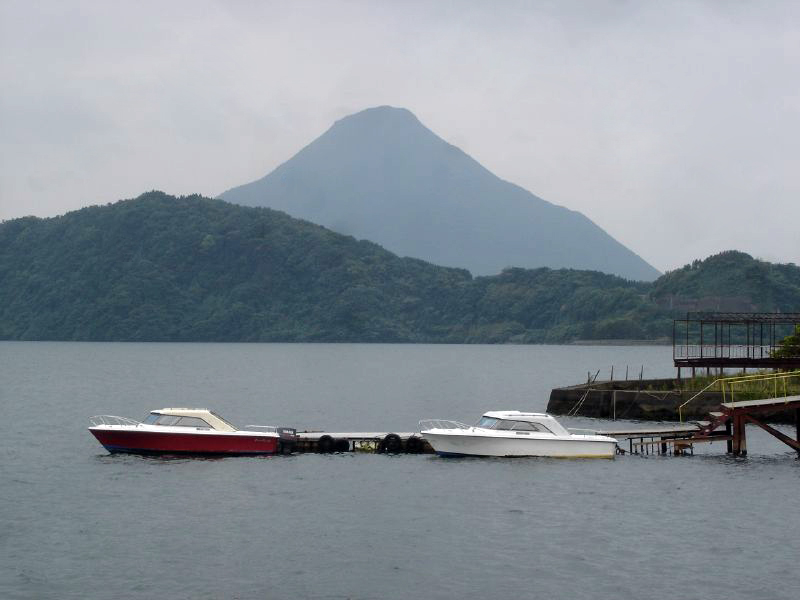
池田湖與開聞岳

池田湖因湖面面積、地質特征、山水風光及水怪傳說吸引了大量觀光客前往，和開聞岳、指宿溫泉等景點等一起塑造了指宿市觀光城市的地位。
池田湖春季的油菜花田尤為知名，湖畔散步道曾入選美麗日本散步道500選，夏季則是觀賞波斯菊的名所。池田湖還有3條遊船觀光路線。

## 交通

### 鐵道
- JR九州指宿枕崎線開聞車站。

### 道路
- 鹿兒島縣道28號岩本開聞線
- 鹿兒島縣道247號東方池田線

## 鄰近湖沼
- 鰻池